# WinDVD
WinDVD — комерційний програвач мультимедіа під Microsoft Windows. Призначений для перегляду Blu-ray та DVD дисків на комп'ютері. Також програвач відтворює такі формати:
- Відео: MPEG-1, MPEG-2, MPEG-TS та MPEG-2 HD (high-definition MPEG-2), DVD-Video, Mini-DVD, MPEG-4 ASP (в тому числі XviD та DivX, включно з DivX Pro), MPEG-4 AVC (H.264), VC-1, WMV-HD, DVD-VR, DVD+VR, 3GPP та 3GPP2, QuickTime, RealMedia/RealVideo
- Аудіо: WAV, MP3, AAC, DVD-Audio, LPCM, MLP Lossless, Dolby Digital (5.1) та Dolby Digital (2.0), Dolby Digital EX, DTS 2.0 та 5.1, DTS Neo:6, DTS 96/24, DTS-ES Discrete, RealMedia/RealAudio